# Polygrammate
Polygrammate är ett släkte av fjärilar. Polygrammate ingår i familjen nattflyn.
Kladogram enligt Catalogue of Life:
| Polygrammate | \| \| Polygrammate hebracicum \| \| \| \| \| \| Polygrammate hebraea \| \| \| \| |
|              | \| \| Polygrammate hebracicum \| \| \| \| \| \| Polygrammate hebraea \| \| \| \| |
|              | Polygrammate hebracicum                                                          |
|              |                                                                                  |
|              | Polygrammate hebraea                                                             |
|              |                                                                                  |

## Bildgalleri

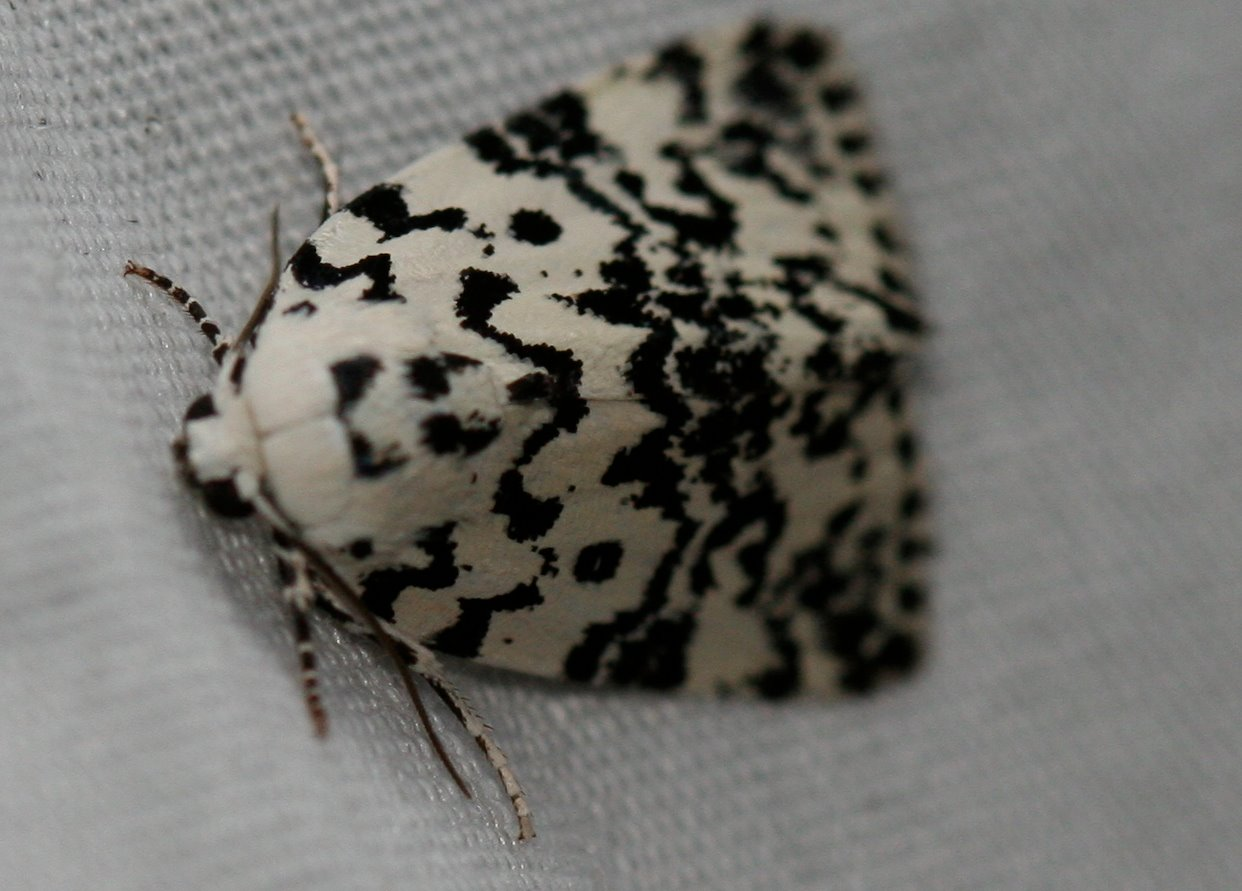
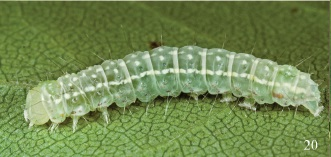
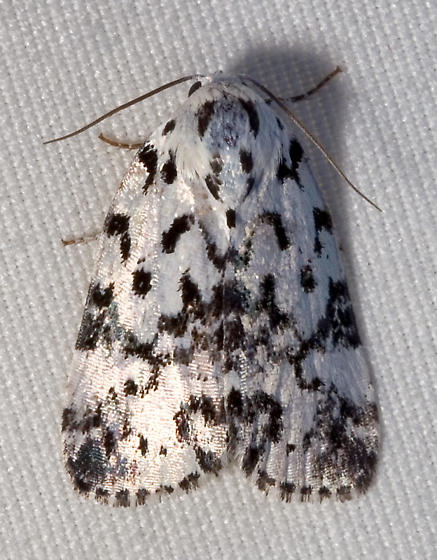
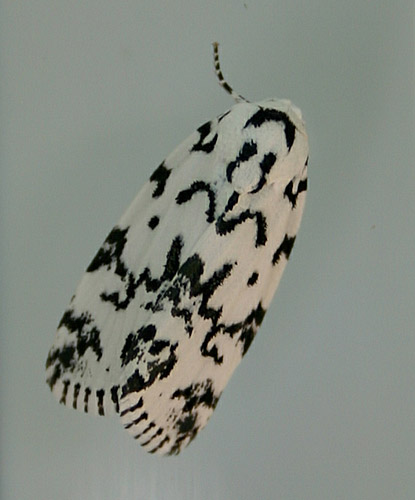
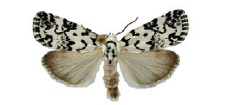